# Forsteronia adenobasis
Forsteronia adenobasis är en oleanderväxtart som beskrevs av Muell. -arg.. Forsteronia adenobasis ingår i släktet Forsteronia och familjen oleanderväxter. Inga underarter finns listade i Catalogue of Life.